# 1. Bundesliga 2014-15
La 1. Bundesliga 2014-15 fue la 52.ª edición de la Fußball-Bundesliga, la mayor competición futbolística de Alemania.
El campeonato constó de dieciocho equipos: los mejores quince de la edición anterior, los dos mejores de la segunda división 2013/14 y el ganador de los play-offs de ascenso y descenso entre el puesto 16° de la Bundesliga y el 3° de la 2. Bundesliga. El Bayern de Múnich es el campeón vigente.

## Equipos
El Hamburgo S.V. venció al Greuther Fürth en el play-off de ascenso y descenso gracias a la regla del gol de visitante, y se mantiene en la categoría.
| Pos | Descendidos de 1. Bundesliga |
| --- | ---------------------------- |
| 17º | F.C. Núremberg               |
| 18º | Eintracht Brunswick          |

| Pos | Ascendidos de 2. Bundesliga |
| --- | --------------------------- |
| 1º  | 1. FC Colonia               |
| 2º  | SC Paderborn 07             |

| Equipo                                    | Ciudad          | Entrenador          | Estadio                   | Aforo  | Marca  | Patrocinador principal |
| ----------------------------------------- | --------------- | ------------------- | ------------------------- | ------ | ------ | ---------------------- |
| F.C. Augsburgo                            | Augsburgo       | Markus Weinzierl    | SGL Arena                 | 30 660 | Nike   | AL-KO                  |
| Bayer 04 Leverkusen                       | Leverkusen      | Roger Schmidt       | BayArena                  | 30 210 | Adidas | LG                     |
| Bayern de Múnich                          | Múnich          | Pep Guardiola       | Allianz Arena             | 71 000 | Adidas | T-Mobile               |
| Borussia Dortmund                         | Dortmund        | Jürgen Klopp        | Signal Iduna Park         | 80 645 | Puma   | Evonik                 |
| Borussia Mönchengladbach                  | Mönchengladbach | Lucien Favre        | Borussia-Park             | 54 010 | Kappa  | Postbank               |
| 1. FC Colonia                             | Colonia         | Peter Stöger        | RheinEnergieStadion       | 50 000 | Erima  | REWE Group             |
| Eintracht Fráncfort                       | Fráncfort       | Thomas Schaaf       | Commerzbank-Arena         | 51 500 | Nike   | Alfa Romeo             |
| S.C. Friburgo                             | Friburgo        | Christian Streich   | Schwarzwald-Stadion       | 24 000 | Nike   | Ehrmann                |
| Hamburgo S.V.                             | Hamburgo        | Bruno Labbadia      | Imtech Arena              | 57 000 | Adidas | Emirates               |
| Hannover 96                               | Hannover        | Michael Frontzeck   | HDI-Arena                 | 49 000 | Jako   | Heinz von Heiden       |
| Hertha Berlín                             | Berlín          | Pál Dárdai          | Olímpico de Berlín        | 74 244 | Nike   | Deutsche Bahn          |
| TSG 1899 Hoffenheim                       | Sinsheim        | Markus Gisdol       | Wirsol Rhein-Neckar-Arena | 30 150 | Lotto  | SAP                    |
| Maguncia 05                               | Maguncia        | Martin Schmidt      | Coface Arena              | 34 000 | Nike   | Entega                 |
| SC Paderborn 07                           | Paderborn       | André Breitenreiter | Benteler-Arena            | 15 000 | Saller | kfzteile24             |
| Schalke 04                                | Gelsenkirchen   | Roberto Di Matteo   | Veltins-Arena             | 61 973 | Adidas | Gazprom                |
| VfB Stuttgart                             | Stuttgart       | Huub Stevens        | Mercedes-Benz Arena       | 60 441 | Puma   | Mercedes-Benz Bank     |
| Werder Bremen                             | Bremen          | Víktor Skripnik     | Weserstadion              | 42 100 | Nike   | Original Wiesenhof     |
| VfL Wolfsburgo                            | Wolfsburgo      | Dieter Hecking      | Volkswagen Arena          | 30 000 | Kappa  | Volkswagen             |
| Datos actualizados el 20 de abril de 2015 |                 |                     |                           |        |        |                        |

### Cambios de entrenadores
| Equipo          | Entrenador (jornadas)                                                                 |
| --------------- | ------------------------------------------------------------------------------------- |
| Hamburgo S.V.   | Mirko Slomka (1-3) Josef Zinnbauer (4-26) Peter Knäbel (27-28) Bruno Labbadia (29-34) |
| Schalke 04      | Jens Keller (1-7) Roberto Di Matteo (8-34)                                            |
| Werder Bremen   | Robin Dutt (1-9) Víktor Skripnik (10-34)                                              |
| VfB Stuttgart   | Armin Veh (1-12) Huub Stevens (13-34)                                                 |
| Hertha Berlín   | Jos Luhukay (1-19) Pál Dárdai (20-34)                                                 |
| 1. FSV Mainz 05 | Kasper Hjulmand (1-21) Martin Schmidt (22-34)                                         |
| Hannover 96     | Tayfun Korkut (1-29) Michael Frontzeck (30-34)                                        |

### Equipos porländer
| Región                      | N.º | Equipos |
| --------------------------- | --- | --- |
| Renania del Norte-Westfalia | 6   | Bayer Leverkusen, Borussia Dortmund, Borussia Mönchengladbach, 1. FC Colonia, SC Paderborn 07 y Schalke 04 |
| Baden-Wurtemberg            | 3   | Friburgo, Hoffenheim y Stuttgart                                                                           |
| Baviera                     | 2   | Augsburgo y FC Bayern Múnich                                                                               |
| Baja Sajonia                | 2   | Hannover 96 y Wolfsburgo                                                                                   |
| Renania-Palatinado          | 1   | Mainz 05                                                                                                   |
| Berlín                      | 1   | Hertha Berlín                                                                                              |
| Hesse                       | 1   | Eintracht Frankfurt                                                                                        |
| Bremen                      | 1   | Werder Bremen                                                                                              |
| Hamburgo                    | 1   | Hamburgo                                                                                                   |

## Clasificación
|     |    | Equipo                   | PJ | PG | PE | PP | GF | GC | DG  | PTS |
| --- | -- | ------------------------ | -- | -- | -- | -- | -- | -- | --- | --- |
| UCL | 1  | Bayern Múnich            | 34 | 25 | 4  | 5  | 80 | 18 | +62 | 79  |
| UCL | 2  | Wolfsburgo               | 34 | 20 | 9  | 5  | 72 | 38 | +34 | 69  |
| UCL | 3  | Borussia Mönchengladbach | 34 | 19 | 9  | 6  | 53 | 26 | +27 | 66  |
| UCL | 4  | Bayer Leverkusen         | 34 | 17 | 10 | 7  | 62 | 37 | +25 | 61  |
| UEL | 5  | Augsburgo                | 34 | 15 | 4  | 15 | 43 | 43 | 0   | 49  |
| UEL | 6  | Schalke 04               | 34 | 13 | 9  | 12 | 42 | 40 | +2  | 48  |
| UEL | 7  | Borussia Dortmund1       | 34 | 13 | 7  | 14 | 47 | 42 | +5  | 46  |
|     | 8  | Hoffenheim               | 34 | 12 | 8  | 14 | 49 | 55 | -6  | 44  |
|     | 9  | Eintracht Fráncfort      | 34 | 11 | 10 | 13 | 56 | 62 | -6  | 43  |
|     | 10 | Werder Bremen            | 34 | 11 | 10 | 13 | 50 | 65 | -15 | 43  |
|     | 11 | Maguncia 05              | 34 | 9  | 13 | 12 | 45 | 47 | -2  | 40  |
|     | 12 | Colonia                  | 34 | 9  | 13 | 12 | 34 | 40 | -6  | 40  |
|     | 13 | Hannover 96              | 34 | 9  | 10 | 15 | 40 | 56 | -16 | 37  |
|     | 14 | Stuttgart                | 34 | 9  | 9  | 16 | 42 | 60 | -18 | 36  |
|     | 15 | Hertha Berlín            | 34 | 9  | 8  | 17 | 36 | 52 | -16 | 35  |
|     | 16 | Hamburgo                 | 34 | 9  | 8  | 17 | 25 | 50 | -25 | 35  |
|     | 17 | Friburgo                 | 34 | 7  | 13 | 14 | 36 | 47 | -11 | 34  |
|     | 18 | Paderborn 07             | 34 | 7  | 10 | 17 | 31 | 65 | -34 | 31  |

- 1 El Borussia Dortmund se clasificó para la Liga Europea de la UEFA 2015-16, ya que el campeón de la Copa de Alemania 2014-15, el Wolfsburgo, se clasificó a la Liga de Campeones de la UEFA 2015-16.

|  | En zona de clasificación para la Fase de grupos de la Liga de Campeones 2015-16.                       |
|  | En zona de clasificación para la Cuarta ronda previa (play-off) de la Liga de Campeones 2015-16.       |
|  | En zona de clasificación para la Fase de grupos de la Liga Europea 2015-16.                            |
|  | En zona de clasificación para la Tercera ronda previa de la Liga Europea 2015-16.                      |
|  | Participará por la permanencia en la 1. Bundesliga contra el tercer lugar de la 2. Bundesliga 2014/15. |
|  | En zona de descenso a la 2. Bundesliga 2015/16.                                                        |

### Evolución de las posiciones
| Equipo / Jornada    | 1  | 2  | 3  | 4  | 5  | 6  | 7  | 8  | 9  | 10 | 11 | 12 | 13 | 14 | 15 | 16 | 17 | 18 | 19 | 20 | 21 | 22 | 23 | 24 | 25 | 26 | 27 | 28 | 29 | 30 | 31 | 32 | 33 | 34 |
| Equipo / Jornada    |    |    |    |    |    |    |    |    |    |    |    |    |    |    |    |    |    |    |    |    |    |    |    |    |    |    |    |    |    |    |    |    |    |    |
| ------------------- | -- | -- | -- | -- | -- | -- | -- | -- | -- | -- | -- | -- | -- | -- | -- | -- | -- | -- | -- | -- | -- | -- | -- | -- | -- | -- | -- | -- | -- | -- | -- | -- | -- | -- |
| Bayern Múnich       | 3  | 5  | 2  | 4  | 1  | 1  | 1  | 1  | 1  | 1  | 1  | 1  | 1  | 1  | 1  | 1  | 1  | 1  | 1  | 1  | 1  | 1  | 1  | 1  | 1  | 1  | 1  | 1  | 1  | 1  | 1  | 1  | 1  | 1  |
| Wolfsburgo          | 15 | 12 | 13 | 11 | 12 | 9  | 7  | 5  | 3  | 2  | 2  | 2  | 2  | 2  | 2  | 2  | 2  | 2  | 2  | 2  | 2  | 2  | 2  | 2  | 2  | 2  | 2  | 2  | 2  | 2  | 2  | 2  | 2  | 2  |
| Borussia M'bach     | 10 | 11 | 5  | 7  | 7  | 2  | 3  | 2  | 2  | 3  | 3  | 3  | 5  | 6  | 4  | 3  | 4  | 3  | 3  | 5  | 3  | 3  | 3  | 3  | 3  | 3  | 3  | 3  | 4  | 3  | 3  | 3  | 3  | 3  |
| Bayer Leverkusen    | 1  | 1  | 1  | 5  | 2  | 3  | 4  | 6  | 5  | 5  | 6  | 4  | 3  | 5  | 3  | 4  | 3  | 6  | 5  | 6  | 6  | 6  | 4  | 4  | 4  | 4  | 4  | 4  | 3  | 4  | 4  | 4  | 4  | 4  |
| Augsburgo           | 17 | 18 | 12 | 9  | 11 | 8  | 10 | 12 | 9  | 10 | 7  | 6  | 4  | 3  | 5  | 6  | 6  | 5  | 4  | 4  | 5  | 5  | 6  | 6  | 6  | 6  | 6  | 6  | 6  | 6  | 6  | 5  | 6  | 5  |
| Schalke 04          | 14 | 13 | 16 | 16 | 13 | 10 | 11 | 9  | 12 | 8  | 11 | 7  | 6  | 4  | 6  | 5  | 5  | 4  | 6  | 3  | 4  | 4  | 5  | 5  | 5  | 5  | 5  | 5  | 5  | 5  | 5  | 6  | 5  | 6  |
| Borussia Dortmund   | 18 | 8  | 4  | 10 | 8  | 12 | 13 | 14 | 15 | 17 | 15 | 16 | 18 | 14 | 16 | 16 | 17 | 18 | 18 | 16 | 15 | 12 | 10 | 10 | 10 | 10 | 10 | 10 | 9  | 8  | 9  | 7  | 7  | 7  |
| Hoffenheim          | 2  | 3  | 8  | 3  | 5  | 5  | 2  | 4  | 4  | 4  | 5  | 8  | 7  | 8  | 7  | 7  | 7  | 7  | 7  | 7  | 7  | 7  | 7  | 7  | 7  | 7  | 7  | 7  | 8  | 7  | 8  | 9  | 9  | 8  |
| Eintracht Fráncfort | 5  | 6  | 10 | 12 | 10 | 7  | 5  | 8  | 11 | 12 | 12 | 12 | 9  | 7  | 8  | 9  | 9  | 9  | 9  | 9  | 9  | 9  | 8  | 9  | 8  | 8  | 8  | 8  | 10 | 11 | 12 | 11 | 11 | 9  |
| Werder Bremen       | 7  | 9  | 11 | 13 | 16 | 17 | 18 | 18 | 18 | 18 | 16 | 17 | 14 | 17 | 17 | 18 | 16 | 12 | 11 | 8  | 8  | 8  | 9  | 8  | 9  | 9  | 9  | 9  | 7  | 9  | 7  | 8  | 8  | 10 |
| Maguncia 05         | 8  | 10 | 7  | 2  | 4  | 4  | 6  | 3  | 6  | 9  | 8  | 9  | 10 | 11 | 12 | 11 | 12 | 11 | 12 | 13 | 14 | 11 | 12 | 13 | 11 | 11 | 12 | 13 | 11 | 10 | 10 | 12 | 10 | 11 |
| Colonia             | 12 | 4  | 9  | 8  | 9  | 13 | 14 | 11 | 10 | 11 | 10 | 11 | 12 | 12 | 11 | 10 | 11 | 10 | 10 | 11 | 11 | 13 | 13 | 11 | 12 | 12 | 13 | 11 | 12 | 12 | 11 | 10 | 12 | 12 |
| Hannover 96         | 4  | 7  | 3  | 6  | 3  | 6  | 8  | 10 | 7  | 6  | 4  | 5  | 8  | 9  | 9  | 8  | 8  | 8  | 8  | 10 | 10 | 10 | 11 | 12 | 13 | 14 | 15 | 15 | 15 | 15 | 17 | 16 | 15 | 13 |
| Stuttgart           | 11 | 16 | 17 | 18 | 17 | 15 | 16 | 15 | 14 | 15 | 18 | 18 | 16 | 18 | 18 | 15 | 15 | 17 | 16 | 18 | 18 | 18 | 18 | 18 | 18 | 18 | 18 | 17 | 17 | 18 | 18 | 18 | 16 | 14 |
| Hertha Berlín       | 6  | 15 | 15 | 15 | 14 | 14 | 12 | 13 | 13 | 13 | 14 | 13 | 13 | 15 | 13 | 13 | 13 | 15 | 17 | 14 | 17 | 17 | 14 | 15 | 14 | 13 | 11 | 12 | 13 | 13 | 13 | 13 | 13 | 15 |
| Hamburgo            | 13 | 17 | 18 | 17 | 18 | 18 | 17 | 16 | 16 | 14 | 17 | 15 | 17 | 13 | 14 | 14 | 14 | 16 | 13 | 12 | 13 | 14 | 15 | 14 | 15 | 16 | 16 | 18 | 18 | 16 | 14 | 14 | 17 | 16 |
| Friburgo            | 16 | 14 | 14 | 14 | 15 | 16 | 15 | 17 | 17 | 16 | 13 | 14 | 15 | 16 | 15 | 17 | 18 | 14 | 15 | 17 | 16 | 16 | 17 | 17 | 17 | 15 | 14 | 14 | 14 | 14 | 16 | 15 | 14 | 17 |
| Paderborn           | 9  | 2  | 6  | 1  | 6  | 11 | 9  | 7  | 8  | 7  | 9  | 10 | 11 | 10 | 10 | 12 | 10 | 13 | 14 | 15 | 12 | 15 | 16 | 16 | 16 | 17 | 17 | 16 | 16 | 17 | 15 | 17 | 18 | 18 |

## Resultados
- Los horarios corresponden al huso horario de Alemania (Hora central europea): UTC+1 en horario estándar y UTC+2 en horario de verano

### Primera vuelta
| Bayern Múnich            | 2 - 1 | Wolfsburgo       | Allianz Arena             | 22 de agosto | 20:30 |
| Hoffenheim               | 2 - 0 | Augsburgo        | Wirsol Rhein-Neckar-Arena | 23 de agosto | 15:30 |
| Hannover 96              | 2 - 1 | Schalke 04       | HDI-Arena                 | 23 de agosto | 15:30 |
| Hertha Berlín            | 2 - 2 | Werder Bremen    | Olímpico de Berlín        | 23 de agosto | 15:30 |
| Eintracht Frankfurt      | 1 - 0 | Friburgo         | Commerzbank-Arena         | 23 de agosto | 15:30 |
| Colonia                  | 0 - 0 | Hamburgo         | RheinEnergieStadion       | 23 de agosto | 15:30 |
| Borussia Dortmund        | 0 - 2 | Bayer Leverkusen | Signal Iduna Park         | 23 de agosto | 18:30 |
| Paderborn 07             | 2 - 2 | Mainz 05         | Benteler-Arena            | 24 de agosto | 15:30 |
| Borussia Mönchengladbach | 1 - 1 | Stuttgart        | Borussia-Park             | 24 de agosto | 17:30 |

| Augsburgo        | 2 - 3 | Borussia Dortmund        | SGL Arena           | 29 de agosto | 20:30 |
| Bayer Leverkusen | 4 - 2 | Hertha Berlín            | BayArena            | 30 de agosto | 15:30 |
| Wolfsburgo       | 2 - 2 | Eintracht Frankfurt      | Volkswagen Arena    | 30 de agosto | 15:30 |
| Werder Bremen    | 1 - 1 | Hoffenheim               | Weserstadion        | 30 de agosto | 15:30 |
| Stuttgart        | 0 - 2 | Colonia                  | Mercedes-Benz Arena | 30 de agosto | 15:30 |
| Hamburgo         | 0 - 3 | Paderborn 07             | Imtech Arena        | 30 de agosto | 15:30 |
| Schalke 04       | 1 - 1 | Bayern Múnich            | Veltins-Arena       | 30 de agosto | 18:30 |
| Mainz 05         | 0 - 0 | Hannover 96              | Coface Arena        | 31 de agosto | 15:30 |
| Friburgo         | 0 - 0 | Borussia Mönchengladbach | Schwarzwald-Stadion | 31 de agosto | 17:30 |

| Bayer Leverkusen         | 3 - 3 | Werder Bremen | BayArena                  | 12 de septiembre | 20:30 |
| Bayern Múnich            | 2 - 0 | Stuttgart     | Allianz Arena             | 13 de septiembre | 15:30 |
| Borussia Dortmund        | 3 - 1 | Friburgo      | Signal Iduna Park         | 13 de septiembre | 15:30 |
| Hoffenheim               | 1 - 1 | Wolfsburgo    | Wirsol Rhein-Neckar-Arena | 13 de septiembre | 15:30 |
| Hertha Berlín            | 1 - 3 | Mainz 05      | Olímpico de Berlín        | 13 de septiembre | 15:30 |
| Paderborn 07             | 0 - 0 | Colonia       | Benteler-Arena            | 13 de septiembre | 15:30 |
| Borussia Mönchengladbach | 4 - 1 | Schalke 04    | Borussia-Park             | 13 de septiembre | 18:30 |
| Eintracht Frankfurt      | 0 - 1 | Augsburgo     | Commerzbank-Arena         | 14 de septiembre | 15:30 |
| Hannover 96              | 2 - 0 | Hamburgo      | HDI-Arena                 | 14 de septiembre | 17:30 |

| Friburgo     | 2 - 2 | Hertha Berlín            | Schwarzwald-Stadion | 19 de septiembre | 20:30 |
| Schalke 04   | 2 - 2 | Eintracht Frankfurt      | Veltins-Arena       | 20 de septiembre | 15:30 |
| Augsburgo    | 4 - 2 | Werder Bremen            | SGL Arena           | 20 de septiembre | 15:30 |
| Stuttgart    | 0 - 2 | Hoffenheim               | Mercedes-Benz Arena | 20 de septiembre | 15:30 |
| Hamburgo     | 0 - 0 | Bayern Múnich            | Imtech Arena        | 20 de septiembre | 15:30 |
| Paderborn 07 | 2 - 0 | Hannover 96              | Benteler-Arena      | 20 de septiembre | 15:30 |
| Mainz 05     | 2 - 0 | Borussia Dortmund        | Coface Arena        | 20 de septiembre | 18:30 |
| Wolfsburgo   | 4 - 1 | Bayer Leverkusen         | Volkswagen Arena    | 21 de septiembre | 15:30 |
| Colonia      | 0 - 0 | Borussia Mönchengladbach | RheinEnergieStadion | 21 de septiembre | 18:30 |

| Bayern Múnich            | 4 - 0 | Paderborn 07 | Allianz Arena             | 23 de septiembre | 20:00 |
| Hoffenheim               | 3 - 3 | Friburgo     | Wirsol Rhein-Neckar-Arena | 23 de septiembre | 20:00 |
| Werder Bremen            | 0 - 3 | Schalke 04   | Weserstadion              | 23 de septiembre | 20:00 |
| Eintracht Frankfurt      | 2 - 2 | Mainz 05     | Commerzbank-Arena         | 23 de septiembre | 20:00 |
| Borussia Dortmund        | 2 - 2 | Stuttgart    | Signal Iduna Park         | 24 de septiembre | 20:00 |
| Bayer Leverkusen         | 1 - 0 | Augsburgo    | BayArena                  | 24 de septiembre | 20:00 |
| Borussia Mönchengladbach | 1 - 0 | Hamburgo     | Borussia-Park             | 24 de septiembre | 20:00 |
| Hannover 96              | 1 - 0 | Colonia      | HDI-Arena                 | 24 de septiembre | 20:00 |
| Hertha Berlín            | 1 - 0 | Wolfsburgo   | Olímpico de Berlín        | 24 de septiembre | 20:00 |

| Mainz 05     | 0 - 0 | Hoffenheim               | Coface Arena        | 26 de septiembre | 20:30 |
| Schalke 04   | 2 - 1 | Borussia Dortmund        | Veltins-Arena       | 27 de septiembre | 15:30 |
| Friburgo     | 0 - 0 | Bayer Leverkusen         | Schwarzwald-Stadion | 27 de septiembre | 15:30 |
| Stuttgart    | 1 - 0 | Hannover 96              | Mercedes-Benz Arena | 27 de septiembre | 15:30 |
| Colonia      | 0 - 2 | Bayern Múnich            | RheinEnergieStadion | 27 de septiembre | 15:30 |
| Paderborn 07 | 1 - 2 | Borussia Mönchengladbach | Benteler-Arena      | 27 de septiembre | 15:30 |
| Wolfsburgo   | 2 - 1 | Werder Bremen            | Volkswagen Arena    | 27 de septiembre | 18:30 |
| Augsburgo    | 1 - 0 | Hertha Berlín            | SGL Arena           | 28 de septiembre | 15:30 |
| Hamburgo     | 1 - 2 | Eintracht Frankfurt      | Imtech Arena        | 28 de septiembre | 17:30 |

| Hertha Berlín            | 3 - 2 | Stuttgart    | Olímpico de Berlín        | 3 de octubre | 20:30 |
| Bayern Múnich            | 4 - 0 | Hannover 96  | Allianz Arena             | 4 de octubre | 15:30 |
| Borussia Dortmund        | 0 - 1 | Hamburgo     | Signal Iduna Park         | 4 de octubre | 15:30 |
| Bayer Leverkusen         | 2 - 2 | Paderborn 07 | BayArena                  | 4 de octubre | 15:30 |
| Hoffenheim               | 2 - 1 | Schalke 04   | Wirsol Rhein-Neckar-Arena | 4 de octubre | 15:30 |
| Werder Bremen            | 1 - 1 | Friburgo     | Weserstadion              | 4 de octubre | 15:30 |
| Eintracht Frankfurt      | 3 - 2 | Colonia      | Commerzbank-Arena         | 4 de octubre | 18:30 |
| Wolfsburgo               | 1 - 0 | Augsburgo    | Volkswagen Arena          | 5 de octubre | 15:30 |
| Borussia Mönchengladbach | 1 - 1 | Mainz 05     | Borussia-Park             | 5 de octubre | 17:30 |

| Bayern Múnich | 6 - 0 | Werder Bremen            | Allianz Arena       | 18 de octubre | 15:30 |
| Mainz 05      | 2 - 1 | Augsburgo                | Coface Arena        | 18 de octubre | 15:30 |
| Hannover 96   | 0 - 3 | Borussia Mönchengladbach | HDI-Arena           | 18 de octubre | 15:30 |
| Friburgo      | 1 - 2 | Wolfsburgo               | Schwarzwald-Stadion | 18 de octubre | 15:30 |
| Stuttgart     | 3 - 3 | Bayer Leverkusen         | Mercedes-Benz Arena | 18 de octubre | 15:30 |
| Colonia       | 2 - 1 | Borussia Dortmund        | RheinEnergieStadion | 18 de octubre | 15:30 |
| Schalke 04    | 2 - 0 | Hertha Berlín            | Veltins-Arena       | 18 de octubre | 18:30 |
| Hamburgo      | 1 - 1 | Hoffenheim               | Imtech Arena        | 19 de octubre | 15:30 |
| Paderborn 07  | 3 - 1 | Eintracht Frankfurt      | Benteler-Arena      | 19 de octubre | 17:30 |

| Werder Bremen            | 0 - 1 | Colonia       | Weserstadion              | 24 de octubre | 20:30 |
| Borussia Dortmund        | 0 - 1 | Hannover 96   | Signal Iduna Park         | 25 de octubre | 15:30 |
| Augsburgo                | 2 - 0 | Friburgo      | SGL Arena                 | 25 de octubre | 15:30 |
| Hoffenheim               | 1 - 0 | Paderborn 07  | Wirsol Rhein-Neckar-Arena | 25 de octubre | 15:30 |
| Hertha Berlín            | 3 - 0 | Hamburgo      | Olímpico de Berlín        | 25 de octubre | 15:30 |
| Eintracht Frankfurt      | 4 - 5 | Stuttgart     | Commerzbank-Arena         | 25 de octubre | 15:30 |
| Bayer Leverkusen         | 1 - 0 | Schalke 04    | BayArena                  | 25 de octubre | 18:30 |
| Wolfsburgo               | 3 - 0 | Mainz 05      | Volkswagen Arena          | 26 de octubre | 15:30 |
| Borussia Mönchengladbach | 0 - 0 | Bayern Múnich | Borussia-Park             | 26 de octubre | 17:30 |

| Schalke 04               | 1 - 0 | Augsburgo           | Veltins-Arena       | 31 de octubre  | 20:30 |
| Mainz 05                 | 1 - 2 | Werder Bremen       | Coface Arena        | 1 de noviembre | 15:30 |
| Hannover 96              | 1 - 0 | Eintracht Frankfurt | HDI-Arena           | 1 de noviembre | 15:30 |
| Stuttgart                | 0 - 4 | Wolfsburgo          | Mercedes-Benz Arena | 1 de noviembre | 15:30 |
| Hamburgo                 | 1 - 0 | Bayer Leverkusen    | Imtech Arena        | 1 de noviembre | 15:30 |
| Bayern Múnich            | 2 - 1 | Borussia Dortmund   | Allianz Arena       | 1 de noviembre | 18:30 |
| Borussia Mönchengladbach | 3 - 1 | Hoffenheim          | Borussia-Park       | 2 de noviembre | 15:30 |
| Colonia                  | 0 - 1 | Friburgo            | RheinEnergieStadion | 2 de noviembre | 17:30 |
| Paderborn 07             | 3 - 1 | Hertha Berlín       | Benteler-Arena      | 2 de noviembre | 17:30 |

| Hertha Berlín       | 0 - 2 | Hannover 96              | Olímpico de Berlín        | 7 de noviembre | 20:30 |
| Bayer Leverkusen    | 0 - 0 | Mainz 05                 | BayArena                  | 8 de noviembre | 15:30 |
| Augsburgo           | 3 - 0 | Paderborn 07             | SGL Arena                 | 8 de noviembre | 15:30 |
| Hoffenheim          | 3 - 4 | Colonia                  | Wirsol Rhein-Neckar-Arena | 8 de noviembre | 15:30 |
| Eintracht Frankfurt | 0 - 4 | Bayern Múnich            | Commerzbank-Arena         | 8 de noviembre | 15:30 |
| Friburgo            | 2 - 0 | Schalke 04               | Schwarzwald-Stadion       | 8 de noviembre | 15:30 |
| Werder Bremen       | 2 - 0 | Stuttgart                | Weserstadion              | 8 de noviembre | 18:30 |
| Wolfsburgo          | 2 - 0 | Hamburgo                 | Volkswagen Arena          | 9 de noviembre | 15:30 |
| Borussia Dortmund   | 1 - 0 | Borussia Mönchengladbach | Signal Iduna Park         | 9 de noviembre | 17:30 |

| Bayern Múnich            | 4 - 0 | Hoffenheim          | Allianz Arena       | 22 de noviembre | 15:30 |
| Schalke 04               | 3 - 2 | Wolfsburgo          | Veltins-Arena       | 22 de noviembre | 15:30 |
| Borussia Mönchengladbach | 1 - 3 | Eintracht Frankfurt | Borussia-Park       | 22 de noviembre | 15:30 |
| Mainz 05                 | 2 - 2 | Friburgo            | Coface Arena        | 22 de noviembre | 15:30 |
| Hannover 96              | 1 - 3 | Bayer Leverkusen    | HDI-Arena           | 22 de noviembre | 15:30 |
| Paderborn 07             | 2 - 2 | Borussia Dortmund   | Benteler-Arena      | 22 de noviembre | 15:30 |
| Colonia                  | 1 - 2 | Hertha Berlín       | RheinEnergieStadion | 22 de noviembre | 18:30 |
| Hamburgo                 | 2 - 0 | Werder Bremen       | Imtech Arena        | 23 de noviembre | 15:30 |
| Stuttgart                | 0 - 1 | Augsburgo           | Mercedes-Benz Arena | 23 de noviembre | 17:30 |

| Friburgo            | 1 - 4 | Stuttgart                | Schwarzwald-Stadion       | 28 de noviembre | 20:30 |
| Schalke 04          | 4 - 1 | Mainz 05                 | Veltins-Arena             | 29 de noviembre | 15:30 |
| Bayer Leverkusen    | 5 - 1 | Colonia                  | BayArena                  | 29 de noviembre | 15:30 |
| Augsburgo           | 3 - 1 | Hamburgo                 | SGL Arena                 | 29 de noviembre | 15:30 |
| Hertha Berlín       | 0 - 1 | Bayern Múnich            | Olímpico de Berlín        | 29 de noviembre | 15:30 |
| Werder Bremen       | 4 - 0 | Paderborn 07             | Weserstadion              | 29 de noviembre | 15:30 |
| Hoffenheim          | 4 - 3 | Hannover 96              | Wirsol Rhein-Neckar-Arena | 29 de noviembre | 18:30 |
| Wolfsburgo          | 1 - 0 | Borussia Mönchengladbach | Volkswagen Arena          | 30 de noviembre | 15:30 |
| Eintracht Frankfurt | 2 - 0 | Borussia Dortmund        | Commerzbank-Arena         | 30 de noviembre | 17:30 |

| Borussia Dortmund        | 1 - 0 | Hoffenheim       | Signal Iduna Park   | 5 de diciembre | 20:30 |
| Borussia Mönchengladbach | 3 - 2 | Hertha Berlín    | Borussia-Park       | 6 de diciembre | 15:30 |
| Hannover 96              | 1 - 3 | Wolfsburgo       | HDI-Arena           | 6 de diciembre | 15:30 |
| Stuttgart                | 0 - 4 | Schalke 04       | Mercedes-Benz Arena | 6 de diciembre | 15:30 |
| Colonia                  | 1 - 2 | Augsburgo        | RheinEnergieStadion | 6 de diciembre | 15:30 |
| Paderborn 07             | 1 - 1 | Friburgo         | Benteler-Arena      | 6 de diciembre | 15:30 |
| Bayern Múnich            | 1 - 0 | Bayer Leverkusen | Allianz Arena       | 6 de diciembre | 18:30 |
| Hamburgo                 | 2 - 1 | Mainz 05         | Imtech Arena        | 7 de diciembre | 15:30 |
| Eintracht Frankfurt      | 5 - 2 | Werder Bremen    | Commerzbank-Arena   | 7 de diciembre | 17:30 |

| Hoffenheim       | 3 - 2 | Eintracht Frankfurt      | Wirsol Rhein-Neckar-Arena | 12 de diciembre | 20:30 |
| Schalke 04       | 1 - 2 | Colonia                  | Veltins-Arena             | 13 de diciembre | 15:30 |
| Augsburgo        | 0 - 4 | Bayern Múnich            | SGL Arena                 | 13 de diciembre | 15:30 |
| Hertha Berlín    | 1 - 0 | Borussia Dortmund        | Olímpico de Berlín        | 13 de diciembre | 15:30 |
| Werder Bremen    | 3 - 3 | Hannover 96              | Weserstadion              | 13 de diciembre | 15:30 |
| Friburgo         | 0 - 0 | Hamburgo                 | Schwarzwald-Stadion       | 13 de diciembre | 15:30 |
| Mainz 05         | 1 - 1 | Stuttgart                | Coface Arena              | 13 de diciembre | 18:30 |
| Bayer Leverkusen | 1 - 1 | Borussia Mönchengladbach | BayArena                  | 14 de diciembre | 15:30 |
| Wolfsburgo       | 1 - 1 | Paderborn 07             | Volkswagen Arena          | 14 de diciembre | 17:30 |

| Bayern Múnich            | 2 - 0 | Friburgo         | Allianz Arena             | 16 de diciembre | 20:00 |
| Hannover 96              | 2 - 0 | Augsburgo        | HDI-Arena                 | 16 de diciembre | 20:00 |
| Hamburgo                 | 0 - 1 | Stuttgart        | Imtech Arena              | 16 de diciembre | 20:00 |
| Colonia                  | 0 - 0 | Mainz 05         | RheinEnergieStadion       | 16 de diciembre | 20:00 |
| Borussia Dortmund        | 2 - 2 | Wolfsburgo       | Signal Iduna Park         | 17 de diciembre | 20:00 |
| Borussia Mönchengladbach | 4 - 1 | Werder Bremen    | Borussia-Park             | 17 de diciembre | 20:00 |
| Hoffenheim               | 0 - 1 | Bayer Leverkusen | Wirsol Rhein-Neckar-Arena | 17 de diciembre | 20:00 |
| Eintracht Frankfurt      | 4 - 4 | Hertha Berlín    | Commerzbank-Arena         | 17 de diciembre | 20:00 |
| Paderborn 07             | 1 - 2 | Schalke 04       | Benteler-Arena            | 17 de diciembre | 20:00 |

| Mainz 05         | 1 - 2 | Bayern Múnich            | Coface Arena        | 19 de diciembre | 20:30 |
| Schalke 04       | 0 - 0 | Hamburgo                 | Veltins-Arena       | 20 de diciembre | 15:30 |
| Bayer Leverkusen | 1 - 1 | Eintracht Frankfurt      | BayArena            | 20 de diciembre | 15:30 |
| Augsburgo        | 2 - 1 | Borussia Mönchengladbach | SGL Arena           | 20 de diciembre | 15:30 |
| Werder Bremen    | 2 - 1 | Borussia Dortmund        | Weserstadion        | 20 de diciembre | 15:30 |
| Stuttgart        | 0 - 0 | Paderborn 07             | Mercedes-Benz Arena | 20 de diciembre | 15:30 |
| Wolfsburgo       | 2 - 1 | Colonia                  | Volkswagen Arena    | 20 de diciembre | 18:30 |
| Hertha Berlín    | 0 - 5 | Hoffenheim               | Olímpico de Berlín  | 21 de diciembre | 15:30 |
| Friburgo         | 2 - 2 | Hannover 96              | Schwarzwald-Stadion | 21 de diciembre | 17:30 |

### Segunda vuelta
| Wolfsburgo       | 4 - 1 | Bayern Múnich            | Volkswagen Arena    | 30 de enero  | 20:30 |
| Schalke 04       | 1 - 0 | Hannover 96              | Veltins-Arena       | 31 de enero  | 15:30 |
| Mainz 05         | 5 - 0 | Paderborn 07             | Coface Arena        | 31 de enero  | 15:30 |
| Friburgo         | 4 - 1 | Eintracht Frankfurt      | Schwarzwald-Stadion | 31 de enero  | 15:30 |
| Stuttgart        | 0 - 1 | Borussia Mönchengladbach | Mercedes-Benz Arena | 31 de enero  | 15:30 |
| Hamburgo         | 0 - 2 | Colonia                  | Imtech Arena        | 31 de enero  | 15:30 |
| Bayer Leverkusen | 0 - 0 | Borussia Dortmund        | BayArena            | 31 de enero  | 18:30 |
| Werder Bremen    | 2 - 0 | Hertha Berlín            | Weserstadion        | 1 de febrero | 15:30 |
| Augsburgo        | 3 - 1 | Hoffenheim               | SGL Arena           | 1 de febrero | 17:30 |

| Bayern Múnich            | 1 - 1 | Schalke 04       | Allianz Arena             | 3 de febrero | 20:00 |
| Borussia Mönchengladbach | 1 - 0 | Friburgo         | Borussia-Park             | 3 de febrero | 20:00 |
| Hannover 96              | 1 - 1 | Mainz 05         | HDI-Arena                 | 3 de febrero | 20:00 |
| Eintracht Frankfurt      | 1 - 1 | Wolfsburgo       | Commerzbank-Arena         | 3 de febrero | 20:00 |
| Borussia Dortmund        | 0 - 1 | Augsburgo        | Signal Iduna Park         | 4 de febrero | 20:00 |
| Hoffenheim               | 1 - 2 | Werder Bremen    | Wirsol Rhein-Neckar-Arena | 4 de febrero | 20:00 |
| Hertha Berlín            | 0 - 1 | Bayer Leverkusen | Olímpico de Berlín        | 4 de febrero | 20:00 |
| Colonia                  | 0 - 0 | Stuttgart        | RheinEnergieStadion       | 4 de febrero | 20:00 |
| Paderborn 07             | 0 - 3 | Hamburgo         | Benteler-Arena            | 4 de febrero | 20:00 |

| Schalke 04    | 1 - 0 | Borussia Mönchengladbach | Veltins-Arena       | 6 de febrero | 20:30 |
| Wolfsburgo    | 3 - 0 | Hoffenheim               | Volkswagen Arena    | 7 de febrero | 15:30 |
| Mainz 05      | 0 - 2 | Hertha Berlín            | Coface Arena        | 7 de febrero | 15:30 |
| Friburgo      | 0 - 3 | Borussia Dortmund        | Schwarzwald-Stadion | 7 de febrero | 15:30 |
| Stuttgart     | 0 - 2 | Bayern Múnich            | Mercedes-Benz Arena | 7 de febrero | 15:30 |
| Colonia       | 0 - 0 | Paderborn 07             | RheinEnergieStadion | 7 de febrero | 15:30 |
| Hamburgo      | 2 - 1 | Hannover 96              | Imtech Arena        | 7 de febrero | 18:30 |
| Werder Bremen | 2 - 1 | Bayer Leverkusen         | Weserstadion        | 8 de febrero | 15:30 |
| Augsburgo     | 2 - 2 | Eintracht Frankfurt      | SGL Arena           | 8 de febrero | 17:30 |

| Borussia Dortmund        | 4 - 2 | Mainz 05     | Signal Iduna Park         | 13 de febrero | 20:30 |
| Bayern Múnich            | 8 - 0 | Hamburgo     | Allianz Arena             | 14 de febrero | 15:30 |
| Bayer Leverkusen         | 4 - 5 | Wolfsburgo   | BayArena                  | 14 de febrero | 15:30 |
| Borussia Mönchengladbach | 1 - 0 | Colonia      | Borussia-Park             | 14 de febrero | 15:30 |
| Hoffenheim               | 2 - 1 | Stuttgart    | Wirsol Rhein-Neckar-Arena | 14 de febrero | 15:30 |
| Werder Bremen            | 3 - 2 | Augsburgo    | Weserstadion              | 14 de febrero | 15:30 |
| Eintracht Frankfurt      | 1 - 0 | Schalke 04   | Commerzbank-Arena         | 14 de febrero | 18:30 |
| Hertha Berlín            | 0 - 2 | Friburgo     | Olímpico de Berlín        | 15 de febrero | 15:30 |
| Hannover 96              | 1 - 2 | Paderborn 07 | HDI-Arena                 | 15 de febrero | 17:30 |

| Stuttgart    | 2 - 3 | Borussia Dortmund        | Mercedes-Benz Arena | 20 de febrero | 20:30 |
| Paderborn 07 | 0 - 6 | Bayern Múnich            | Benteler-Arena      | 21 de febrero | 15:30 |
| Friburgo     | 1 - 1 | Hoffenheim               | Schwarzwald-Stadion | 21 de febrero | 15:30 |
| Schalke 04   | 1 - 1 | Werder Bremen            | Veltins-Arena       | 21 de febrero | 15:30 |
| Mainz 05     | 3 - 1 | Eintracht Frankfurt      | Coface Arena        | 21 de febrero | 15:30 |
| Augsburgo    | 2 - 2 | Bayer Leverkusen         | SGL Arena           | 21 de febrero | 15:30 |
| Colonia      | 1 - 1 | Hannover 96              | RheinEnergieStadion | 21 de febrero | 18:30 |
| Hamburgo     | 1 - 1 | Borussia Mönchengladbach | Imtech Arena        | 22 de febrero | 15:30 |
| Wolfsburgo   | 2 - 1 | Hertha Berlín            | Volkswagen Arena    | 22 de febrero | 17:30 |

| Bayern Múnich            | 4 - 1 | Colonia      | Allianz Arena             | 27 de febrero | 20:30 |
| Hoffenheim               | 2 - 0 | Mainz 05     | Wirsol Rhein-Neckar-Arena | 28 de febrero | 15:30 |
| Borussia Dortmund        | 3 - 0 | Schalke 04   | Signal Iduna Park         | 28 de febrero | 15:30 |
| Bayer Leverkusen         | 1 - 0 | Friburgo     | BayArena                  | 28 de febrero | 15:30 |
| Hannover 96              | 1 - 1 | Stuttgart    | HDI-Arena                 | 28 de febrero | 15:30 |
| Hertha Berlín            | 1 - 0 | Augsburgo    | Olímpico de Berlín        | 28 de febrero | 15:30 |
| Eintracht Frankfurt      | 2 - 1 | Hamburgo     | Commerzbank-Arena         | 28 de febrero | 18:30 |
| Borussia Mönchengladbach | 2 - 0 | Paderborn 07 | Borussia-Park             | 1 de marzo    | 15:30 |
| Werder Bremen            | 3 - 5 | Wolfsburgo   | Weserstadion              | 1 de marzo    | 17:30 |

| Stuttgart    | 0 - 0 | Hertha Berlín            | Mercedes-Benz Arena | 6 de marzo | 20:30 |
| Hannover 96  | 1 - 3 | Bayern Múnich            | HDI-Arena           | 7 de marzo | 15:30 |
| Hamburgo     | 0 - 0 | Borussia Dortmund        | Imtech Arena        | 7 de marzo | 15:30 |
| Schalke 04   | 3 - 1 | Hoffenheim               | Veltins-Arena       | 7 de marzo | 15:30 |
| Friburgo     | 0 - 1 | Werder Bremen            | Schwarzwald-Stadion | 7 de marzo | 15:30 |
| Augsburgo    | 1 - 0 | Wolfsburgo               | SGL Arena           | 7 de marzo | 15:30 |
| Mainz 05     | 2 - 2 | Borussia Mönchengladbach | Coface Arena        | 7 de marzo | 18:30 |
| Colonia      | 4 - 2 | Eintracht Frankfurt      | RheinEnergieStadion | 8 de marzo | 15:30 |
| Paderborn 07 | 0 - 3 | Bayer Leverkusen         | Benteler-Arena      | 8 de marzo | 17:30 |

| Bayer Leverkusen         | 4 - 0 | Stuttgart     | BayArena                  | 13 de marzo | 20:30 |
| Werder Bremen            | 0 - 4 | Bayern Múnich | Weserstadion              | 14 de marzo | 15:30 |
| Augsburgo                | 0 - 2 | Mainz 05      | SGL Arena                 | 14 de marzo | 15:30 |
| Hertha Berlín            | 2 - 2 | Schalke 04    | Olímpico de Berlín        | 14 de marzo | 15:30 |
| Hoffenheim               | 3 - 0 | Hamburgo      | Wirsol Rhein-Neckar-Arena | 14 de marzo | 15:30 |
| Eintracht Frankfurt      | 4 - 0 | Paderborn 07  | Commerzbank-Arena         | 14 de marzo | 15:30 |
| Borussia Dortmund        | 0 - 0 | Colonia       | Signal Iduna Park         | 14 de marzo | 18:30 |
| Wolfsburgo               | 3 - 0 | Friburgo      | Volkswagen Arena          | 15 de marzo | 15:30 |
| Borussia Mönchengladbach | 2 - 0 | Hannover 96   | Borussia-Park             | 15 de marzo | 17:30 |

| Hamburgo      | 0 - 1 | Hertha Berlín            | Imtech Arena        | 20 de marzo | 20:30 |
| Colonia       | 1 - 1 | Werder Bremen            | RheinEnergieStadion | 21 de marzo | 15:30 |
| Hannover 96   | 2 - 3 | Borussia Dortmund        | HDI-Arena           | 21 de marzo | 15:30 |
| Friburgo      | 2 - 0 | Augsburgo                | Schwarzwald-Stadion | 21 de marzo | 15:30 |
| Paderborn 07  | 0 - 0 | Hoffenheim               | Benteler-Arena      | 21 de marzo | 15:30 |
| Stuttgart     | 3 - 1 | Eintracht Frankfurt      | Mercedes-Benz Arena | 21 de marzo | 15:30 |
| Schalke 04    | 0 - 1 | Bayer Leverkusen         | Veltins-Arena       | 21 de marzo | 18:30 |
| Mainz 05      | 1 - 1 | Wolfsburgo               | Coface Arena        | 22 de marzo | 15:30 |
| Bayern Múnich | 0 - 2 | Borussia Mönchengladbach | Allianz Arena       | 22 de marzo | 17:30 |

| Werder Bremen       | 0 - 0 | Mainz 05                 | Weserstadion              | 4 de abril | 15:30 |
| Eintracht Frankfurt | 2 - 2 | Hannover 96              | Commerzbank-Arena         | 4 de abril | 15:30 |
| Wolfsburgo          | 3 - 1 | Stuttgart                | Volkswagen Arena          | 4 de abril | 15:30 |
| Bayer Leverkusen    | 4 - 0 | Hamburgo                 | BayArena                  | 4 de abril | 15:30 |
| Hoffenheim          | 1 - 4 | Borussia Mönchengladbach | Wirsol Rhein-Neckar-Arena | 4 de abril | 15:30 |
| Friburgo            | 1 - 0 | Colonia                  | Schwarzwald-Stadion       | 4 de abril | 15:30 |
| Borussia Dortmund   | 0 - 1 | Bayern Múnich            | Signal Iduna Park         | 4 de abril | 18:30 |
| Augsburgo           | 0 - 0 | Schalke 04               | SGL Arena                 | 5 de abril | 15:30 |
| Hertha Berlín       | 2 - 0 | Paderborn 07             | Olímpico de Berlín        | 5 de abril | 17:30 |

| Hannover 96              | 1 - 1 | Hertha Berlín       | HDI-Arena           | 10 de abril | 20:30 |
| Mainz 05                 | 2 - 3 | Bayer Leverkusen    | Coface Arena        | 11 de abril | 15:30 |
| Bayern Múnich            | 3 - 0 | Eintracht Frankfurt | Allianz Arena       | 11 de abril | 15:30 |
| Paderborn 07             | 2 - 1 | Augsburgo           | Benteler-Arena      | 11 de abril | 15:30 |
| Borussia Mönchengladbach | 3 - 1 | Borussia Dortmund   | Borussia-Park       | 11 de abril | 15:30 |
| Schalke 04               | 0 - 0 | Friburgo            | Veltins-Arena       | 11 de abril | 15:30 |
| Hamburgo                 | 0 - 2 | Wolfsburgo          | Imtech Arena        | 11 de abril | 18:30 |
| Colonia                  | 3 - 2 | Hoffenheim          | RheinEnergieStadion | 12 de abril | 15:30 |
| Stuttgart                | 3 - 2 | Werder Bremen       | Mercedes-Benz Arena | 12 de abril | 17:30 |

| Eintracht Frankfurt | 0 - 0 | Borussia Mönchengladbach | Commerzbank-Arena         | 17 de abril | 20:30 |
| Hoffenheim          | 0 - 2 | Bayern Múnich            | Wirsol Rhein-Neckar-Arena | 18 de abril | 15:30 |
| Friburgo            | 2 - 3 | Mainz 05                 | Schwarzwald-Stadion       | 18 de abril | 15:30 |
| Bayer Leverkusen    | 4 - 0 | Hannover 96              | BayArena                  | 18 de abril | 15:30 |
| Borussia Dortmund   | 3 - 0 | Paderborn 07             | Signal Iduna Park         | 18 de abril | 15:30 |
| Hertha Berlín       | 0 - 0 | Colonia                  | Olímpico de Berlín        | 18 de abril | 15:30 |
| Augsburgo           | 2 - 1 | Stuttgart                | SGL Arena                 | 18 de abril | 18:30 |
| Werder Bremen       | 1 - 0 | Hamburgo                 | Weserstadion              | 19 de abril | 15:30 |
| Wolfsburgo          | 1 - 1 | Schalke 04               | Volkswagen Arena          | 19 de abril | 17:30 |

| Mainz 05                 | 2 - 0 | Schalke 04          | Coface Arena        | 24 de abril | 20:30 |
| Stuttgart                | 2 - 2 | Friburgo            | Mercedes-Benz Arena | 25 de abril | 15:30 |
| Colonia                  | 1 - 1 | Bayer Leverkusen    | RheinEnergieStadion | 25 de abril | 15:30 |
| Hamburgo                 | 3 - 2 | Augsburgo           | Imtech Arena        | 25 de abril | 15:30 |
| Hannover 96              | 1 - 2 | Hoffenheim          | HDI-Arena           | 25 de abril | 15:30 |
| Borussia Dortmund        | 2 - 0 | Eintracht Frankfurt | Signal Iduna Park   | 25 de abril | 15:30 |
| Bayern Múnich            | 1 - 0 | Hertha Berlín       | Allianz Arena       | 25 de abril | 18:30 |
| Paderborn 07             | 2 - 2 | Werder Bremen       | Benteler-Arena      | 26 de abril | 15:30 |
| Borussia Mönchengladbach | 1 - 0 | Wolfsburgo          | Borussia-Park       | 26 de abril | 17:30 |

| Hoffenheim       | 1 - 1 | Borussia Dortmund        | Wirsol Rhein-Neckar-Arena | 2 de mayo | 15:30 |
| Wolfsburgo       | 2 - 2 | Hannover 96              | Volkswagen Arena          | 2 de mayo | 15:30 |
| Schalke 04       | 3 - 2 | Stuttgart                | Veltins-Arena             | 2 de mayo | 15:30 |
| Augsburgo        | 0 - 0 | Colonia                  | SGL Arena                 | 2 de mayo | 15:30 |
| Friburgo         | 1 - 2 | Paderborn 07             | Schwarzwald-Stadion       | 2 de mayo | 15:30 |
| Werder Bremen    | 1 - 0 | Eintracht Frankfurt      | Weserstadion              | 2 de mayo | 15:30 |
| Bayer Leverkusen | 2 - 0 | Bayern Múnich            | BayArena                  | 2 de mayo | 18:30 |
| Mainz 05         | 1 - 2 | Hamburgo                 | Coface Arena              | 3 de mayo | 15:30 |
| Hertha Berlín    | 1 - 2 | Borussia Mönchengladbach | Olímpico de Berlín        | 3 de mayo | 17:30 |

| Hamburgo                 | 1 - 1 | Friburgo         | Imtech Arena        | 8 de mayo  | 20:30 |
| Eintracht Frankfurt      | 3 - 1 | Hoffenheim       | Commerzbank-Arena   | 9 de mayo  | 15:30 |
| Bayern Múnich            | 0 - 1 | Augsburgo        | Allianz Arena       | 9 de mayo  | 15:30 |
| Borussia Dortmund        | 2 - 0 | Hertha Berlín    | Signal Iduna Park   | 9 de mayo  | 15:30 |
| Hannover 96              | 1 - 1 | Werder Bremen    | HDI-Arena           | 9 de mayo  | 15:30 |
| Borussia Mönchengladbach | 3 - 0 | Bayer Leverkusen | Borussia-Park       | 9 de mayo  | 15:30 |
| Stuttgart                | 2 - 0 | Mainz 05         | Mercedes-Benz Arena | 9 de mayo  | 18:30 |
| Paderborn 07             | 1 - 3 | Wolfsburgo       | Benteler-Arena      | 10 de mayo | 15:30 |
| Colonia                  | 2 - 0 | Schalke 04       | RheinEnergieStadion | 10 de mayo | 17:30 |

| Friburgo         | 2 - 1 | Bayern Múnich            | Schwarzwald-Stadion | 16 de mayo | 15:30 |
| Augsburgo        | 1 - 2 | Hannover 96              | SGL Arena           | 16 de mayo | 15:30 |
| Stuttgart        | 2 - 1 | Hamburgo                 | Mercedes-Benz Arena | 16 de mayo | 15:30 |
| Mainz 05         | 2 - 0 | Colonia                  | Coface Arena        | 16 de mayo | 15:30 |
| Wolfsburgo       | 2 - 1 | Borussia Dortmund        | Volkswagen Arena    | 16 de mayo | 15:30 |
| Werder Bremen    | 0 - 2 | Borussia Mönchengladbach | Weserstadion        | 16 de mayo | 15:30 |
| Bayer Leverkusen | 2 - 0 | Hoffenheim               | BayArena            | 16 de mayo | 15:30 |
| Hertha Berlín    | 0 - 0 | Eintracht Frankfurt      | Olímpico de Berlín  | 16 de mayo | 15:30 |
| Schalke 04       | 1 - 0 | Paderborn 07             | Veltins-Arena       | 16 de mayo | 15:30 |

| Bayern Múnich            | 2 - 0 | Mainz 05         | Allianz Arena             | 23 de mayo | 15:30 |
| Hamburgo                 | 2 - 0 | Schalke 04       | Imtech Arena              | 23 de mayo | 15:30 |
| Eintracht Frankfurt      | 2 - 1 | Bayer Leverkusen | Commerzbank-Arena         | 23 de mayo | 15:30 |
| Borussia Mönchengladbach | 1 - 3 | Augsburgo        | Borussia-Park             | 23 de mayo | 15:30 |
| Borussia Dortmund        | 3 - 2 | Werder Bremen    | Signal Iduna Park         | 23 de mayo | 15:30 |
| Paderborn 07             | 1 - 2 | Stuttgart        | Benteler-Arena            | 23 de mayo | 15:30 |
| Colonia                  | 2 - 2 | Wolfsburgo       | RheinEnergieStadion       | 23 de mayo | 15:30 |
| Hoffenheim               | 2 - 1 | Hertha Berlín    | Wirsol Rhein-Neckar-Arena | 23 de mayo | 15:30 |
| Hannover 96              | 2 - 1 | Friburgo         | HDI-Arena                 | 23 de mayo | 15:30 |

| Bundesliga                        |
|                                   |
| Campeón Bayern Múnich 25.° título |

### Play-offs de ascenso y descenso
En los play-offs de ascenso y descenso se enfrentaron el 16° clasificado de la 1. Bundesliga 2014/15 (Hamburgo S.V.) contra el 3° clasificado de la 2. Bundesliga 2014/15 (Karlsruher SC) en una serie de dos partidos a ida y vuelta. El ganador al término de los partidos fue el Hamburgo S.V., quien logró una victoria en el global de 3:2, manteniendo la categoría para la temporada 2015-16.
| 28 de mayo de 2015 | Hamburgo     | 1:1 (0:1) | Karlsruher  | Imtech Arena, Hamburgo                                    |                                                           |
|                    | Iličević 73' | Reporte   | Hennings 4' | Asistencia: 57 000 espectadores Árbitro(s): Deniz Aytekin | Asistencia: 57 000 espectadores Árbitro(s): Deniz Aytekin |

| 1 de junio de 2015 | Karlsruher | 1:2 (1:1; 0:0) (t. s.)(0:1 t. s.) | Hamburgo                 | Wildparkstadion, Karlsruhe                               |                                                          |
|                    | Yabo 78'   | Reporte                           | Díaz 90+1' · Müller 115' | Asistencia: 27 500 espectadores Árbitro(s): Manuel Gräfe | Asistencia: 27 500 espectadores Árbitro(s): Manuel Gräfe |

## Estadísticas
| Alexander Meier                          | Eintracht Frankfurt | 19 | 26 | 0,73 |
| Robert Lewandowski                       | Bayern Múnich       | 17 | 31 | 0,54 |
| Arjen Robben                             | Bayern Múnich       | 17 | 21 | 0,80 |
| Bas Dost                                 | Wolfsburgo          | 16 | 20 | 0,84 |
| Pierre Emerick Aubameyang                | Borussia Dortmund   | 16 | 32 | 0,50 |
| Franco Di Santo                          | Werder Bremen       | 13 | 23 | 0,63 |
| Thomas Müller                            | Bayern Múnich       | 12 | 26 | 0,46 |
| Karim Bellarabi                          | Bayer Leverkusen    | 11 | 27 | 0,40 |
| Son Heung-Min                            | Bayer Leverkusen    | 10 | 23 | 0,43 |
| Raúl Bobadilla                           | Augsburgo           | 10 | 32 | 0,30 |
| Patrick Herrmann                         | Borussia M'gladbach | 10 | 25 | 0,40 |
| Shinji Okazaki                           | Mainz 05            | 10 | 25 | 0,40 |
| Stefan Aigner                            | Eintracht Frankfurt | 9  | 23 | 0,39 |
| Mario Götze                              | Bayern Múnich       | 9  | 25 | 0,36 |
| Maxim Choupo-Moting                      | Schalke 04          | 9  | 25 | 0,36 |
| Anthony Ujah                             | Köln                | 9  | 26 | 0,34 |
| Kevin De Bruyne                          | Wolfburgo           | 8  | 24 | 0,33 |
| Raffael                                  | Borussia M'gladbach | 8  | 24 | 0,33 |
| Max Kruse                                | Borussia M'gladbach | 8  | 25 | 0,31 |
| Haris Seferović                          | Eintracht Frankfurt | 8  | 25 | 0,31 |
| Joselu                                   | Hannover 96         | 8  | 26 | 0,30 |
| Última actualización: 5 de abril de 2015 |                     |    |    |      |

| Jugador | Equipo | Autogoles |
| ------- | ------ | --------- |

| Kevin De Bruyne                           | Wolfsburgo        | 17 | 29 |
| Thomas Müller                             | Bayern Múnich     | 10 | 29 |
| Zlatko Junuzović                          | Werder Bremen     | 10 | 29 |
| Roberto Firmino                           | Hoffenheim        | 9  | 30 |
| Pierre Emerick Aubameyang                 | Borussia Dortmund | 6  | 29 |
| Baba Rahman                               | Augsburgo         | 4  | 17 |
| Änis Ben-Hatira                           | Hertha Berlín     | 4  | 11 |
| Última actualización: 14 de marzo de 2015 |                   |    |    |

| Dennis Aogo                                 | FC Schalke 04  | 6 | 14 |
| Dominik Kohr                                | FC Augsburgo   | 6 | 11 |
| Matthias Lehmann                            | 1. FC Köln     | 6 | 15 |
| Luiz Gustavo                                | VfL Wolfsburgo | 6 | 15 |
| Tobias Werner                               | FC Augsburgo   | 6 | 15 |
| Última actualización: 17 de febrero de 2015 |                |   |    |

| Marvin Bakalorz                             | Paderborn 07        | 1 | 12 |
| Vladimir Darida                             | FC Augsburgo        | 1 | 14 |
| Giulio Donati                               | Bayer 04 Leverkusen | 1 | 6  |
| Julian Draxler                              | FC Schalke 04       | 1 | 8  |
| Tin Jedvaj                                  | Bayer 04 Leverkusen | 1 | 13 |
| Última actualización: 17 de febrero de 2014 |                     |   |    |

#### Tripletas o pókers
Aquí se encuentra la lista de tripletas o hat-tricks y póker de goles (en general, tres o más goles anotados por un jugador en un mismo encuentro) convertidos en la temporada.
| Fecha      | Jugador             | Goles | Local            | Resultado | Visitante           | Jornada    |
| ---------- | ------------------- | ----- | ---------------- | --------- | ------------------- | ---------- |
| 8/11/2014  | Thomas Müller       |       | Bayern Múnich    | 4 - 0     | Eintracht Frankfurt | Jornada 11 |
| 29/11/2014 | Klaas-Jan Huntelaar |       | Schalke 04       | 4 - 1     | 1. FSV Mainz 05     | Jornada 13 |
| 6/12/2014  | Choupo-Moting       |       | Schalke 04       | 4 - 0     | VfB Stuttgart       | Jornada 14 |
| 31/1/2015  | Nils Petersen       |       | SC Friburgo      | 4 - 1     | Eintracht Frankfurt | Jornada 18 |
| 14/2/2015  | Bas Dost            |       | Bayer Leverkusen | 4 - 5     | VfL Wolfsburgo      | Jornada 21 |
| 14/2/2015  | Son Heung-Min       |       | Bayer Leverkusen | 4 - 5     | VfL Wolfsburgo      | Jornada 21 |

## Datos y más estadísticas

### Récords de goles
- Primer gol de la temporada: Anotado por Thomas Müller, por el Bayern de Múnich ante el VfL Wolfsburgo (22 de agosto de 2014).
- Último gol de la temporada: Anotado por Nils Petersen, por el SC Friburgo ante el Hannover 96 (23 de mayo de 2015).

### Récords de la Bundesliga
- Gol más rápido: Anotado por Karim Bellarabi, marcó el primer gol del partido a los 0:00:08 segundos en la victoria del Bayer 04 Leverkusen ante el Borussia Dortmund por 0 - 2 en el Signal Iduna Park (23 de agosto de 2014).
- Gol de mayor distancia: Anotado por Moritz Stoppelkamp, marcó el segundo gol del partido desde una distancia de 82.3 metros en la victoria del SC Paderborn 07 ante el Hannover 96 por 2 - 0 en el Benteler-Arena (20 de septiembre de 2014).
- Mayor cantidad de pases: Realizado por Xabi Alonso, completó 204 pases para el Bayern Múnich en la victoria 0 - 2 ante el 1. FC Colonia en el RheinEnergieStadion (27 de septiembre de 2014).
- Mayor cantidad de minutos sin anotar: Realizado por el Hamburgo S.V. completó 507 minutos sin anotar un gol hasta que Nicolai Müller marcó el descuento en la derrota ante el Eintracht Frankfurt por 1 - 2 en el Imtech Arena (28 de septiembre de 2014).

## Fichajes

### Fichajes más caros del mercado de verano
| Pos. | Jugador               | Club de destino   | Club de origen    | Precio (€) | Ref.   |
| ---- | --------------------- | ----------------- | ----------------- | ---------- | ------ |
| 1.º  | Mehdi Benatia         | Bayern Múnich     | AS Roma           | 26.000.000 | [ 35 ] |
| 2.º  | André Schürrle        | Wolfsburg         | Chelsea           | 22.000.000 |        |
| 3.º  | Ciro Immobile         | Borussia Dortmund | Torino            | 18.500.000 | [ 36 ] |
| 4.º  | Hakan Çalhanoğlu      | Bayer Leverkusen  | Hamburgo SV       | 14.500.000 | [ 37 ] |
| 5.º  | Juan Bernat           | Bayern Múnich     | Valencia CF       | 11.000.000 | [ 38 ] |
| 6.º  | Matthias Ginter       | Borussia Dortmund | SC Friburgo       | 10.000.000 | [ 39 ] |
| 7.º  | Adrián Ramos          | Borussia Dortmund | Hertha Berlín     | 9.000.000  | [ 40 ] |
| 8.º  | Pierre-Michel Lasogga | Hamburgo SV       | Hertha Berlín     | 8.500.000  | [ 41 ] |
| 9.º  | Shinji Kagawa         | Borussia Dortmund | Manchester United | 8.000.000  | [ 42 ] |
| 10.º | Xabi Alonso           | Bayern Múnich     | Real Madrid       | 7.500.000  | [ 43 ] |